# 레이맨 (비디오 게임)
《레이맨》(Rayman)은 유비소프트가 개발하고 배급한 사이드 스크롤링 플랫폼 비디오 게임이다. 레이맨 시리즈 중 첫 번째 게임이며 평화로운 세상을 미스터 다크로부터 구해야 하는 히어로 레이맨의 모험을 다루고 있다. 처음에는 1995년 아타리 재규어용으로 설계되었으며, 플레이스테이션 버전이 동시에 개발, 출시되었고, 추가 포팅이 1996년에 MS-DOS과 세가 새턴용으로 개발되었다. 게임보이 어드밴스, 플레이스테이션 네트워크, DSiWare, iOS, 안드로이드 장치를 포함한 여러 다양한 포맷으로 등장하였다.

## 줄거리
그레이트 프로툰(The Great Protoon)은 레이맨의 세상인 어느 골짜기의 평화와 균형을 관장하고 있다. 어느 날, 악당 미스터 다크가 그레이트 프로툰을 납치하고, 미스터 다크의 힘에 위협이 되는 조그마한 일렉툰들을 감옥에 가두어버린다. 레이맨은 일렉툰을 구출하여 그레이트 프로툰을 회복시켜 골짜기의 균형을 복원해야 한다. 그레이트 프로툰의 수호자 요정 베틸라는 자주 레이맨과 접촉하여 그의 여행에 필요한 마법의 힘들을 선사해 준다.
레이맨은 골짜기의 여섯 개의 땅들 가운데 한 곳인 드림 포리스트(Dream Forest)에서 여행을 시작한다. 베틸라가 매달리기 능력을 주기 전에 우선 적을 먼 거리에서 펀치할 수 있는 능력을 가지면서 시작한다. 레이맨은 타라잔(Tarayzan)이라는 사람을 만난 뒤 타라잔은 즉시 싹이 나는 마법의 씨앗을 그에게 건네주어 차오르는 홍수에서 빠져나올 수 있게 도와준다. 꿈의 숲의 끝 무렵 레이맨은 게임의 여섯 명의 보스 중 하나인 거대한 모스키토(Moskito)와 싸운다. 그 뒤 베틸라는 레이맨에게 플라잉 후프로부터 스윙할 수 있는 능력을 준다. 레이맨은 구름과 음표, 악기로 가득한 세상인 밴드 랜드(Band Land)에 도착한다. 그는 덩치 큰 화난 색소폰의 하나인 미스터 삭스(Mr. Sax)에게 붙잡힌다. 베틸라는 레이맨에게 활공을 할 수 있게 머리를 헬리콥터처럼 회전시키는 능력을 준다. 미스터 삭스를 무너뜨린 뒤 레이맨은 산사태와 바위 괴물의 세상인 블루 마운틴으로 들어간다. 그는 음악가 친구 가족과 만나고 새로운 기타를 만드는 것을 도와준다. 그 대가로 레이맨은 물약을 먹은 뒤 헬리콥터 머리를 지속적으로 사용할 수 있게 된다. 레이맨이 미스터 스톤을 무찌른 다음 베틸라는 달릴 수 있는 능력을 그에게 준다. 네 번째 땅인 픽처 시티는 그림과 살림 도구의 세상이며 잉크가 묻어있어 미끄러지는 바닥과 죽음을 부르는 날카로운 연필들이 있다. 해적 테마의 스테이지에 도착하면 바이킹 의상의 포악한 여배우가 배의 캐넌에서 등장하여 칼들을 그에게 던진다. 나중에 레이맨은 이 여배우를 또 마주치게 되는데, 그녀는 우주 비행사 복장을 한 스페이스 마마(Space Mama)로 등장한다. 그녀를 무찌른 뒤 레이맨은 미스터 다크가 베틸라를 납치한 것을 알게 된다.
레이맨은 다섯 번째의 땅인 케이브스 오브 스콥스(Caves of Skops)에 도착한다. 이 땅은 거대 전갈인 미스터 스콥스가 통치하는 지하 동굴 세계이다. 들어가기 전에 레이맨은 전깃불이 꺼져버린 스낵바를 소유하고 있는 친근한 외계인 조(Joe)를 만난다. 조는 레이맨이 동굴의 길에 빛을 비출 수 있도록 레이맨에게 반딧불이를 준다. 이는 조가 플러그를 다시 장착하여 그의 가게에 전기를 회복시켜야 하기 때문이다. 호수를 건너고 동굴을 건넌 다음 레이맨은 미스터 스쿱스의 은신처로 가서 그를 무찌른다. 모든 일렉툰을 구출한 뒤 레이맨은 마지막 땅인 디저트와 크로커리로 만들어진 캔디 샤토(Candy Chateau)로 간다. 끝내 그는 그의 방향 감각을 왜곡시키는 미스터 다크와 마주치는데, 여기에는 악한 레이맨 도펠겡어의 등장, 플레이어의 방향 제어의 반전, 레이맨의 달리기를 올바르게 통제하지 못하는 것을 포함한다. 레이맨은 샤토의 홀로 들어가고, 여기에서 미스터 다크는 불의 벽으로 그를 가둔다. 마지막 순간에 일렉툰들은 미스터 다크가 무효화시킨 레이맨의 펀치 능력을 되찾아준다. 그 뒤 미스터 다크는 세 명의 이전 게임 보스들과 함께 공격을 단행한다. 이들을 무찌르면 미스터 다크가 도망가고 레이맨은 베틸라를 구출하고 그레이트 프로툰을 회복시킨다. 이로써 그의 세상에 균형이 회복된다. 레이맨은 친구들은 물론, 과거의 적들과 함께 여행을 떠난다.

## 게임플레이
본 문서의 이해를 돕기 위한 비자유 그림이 있습니다. 
링크의 파일을 직접 올려 주세요
레이맨은 사이드 스크롤링 플랫폼 게임이다. 플레이어 캐릭터는 레이맨이며, 감옥에 갇힌 일렉툰을 각 레벨마다 어딘가에 위치한 6개의 감옥으로부터 모두 구출하기 위해 여섯 곳의 세계(드림 포리스트, 밴드 랜드, 블루 마운틴, 픽처 시티, 케이브스 오브 스콥스, 캔디 샤토)를 여행해야 한다. 모든 일렉툰이 풀려난 뒤에야 비로소 레이맨은 캔디 샤토에 있는 미스터 다크의 은신처에서 미스터 다크와 싸울 수 있게 된다. 각 레벨은 여러 개의 맵으로 되어 있으며, 각 맵은 레이맨이 마지막에 "!" 표시로 된 간판에 다다를 때 완수된다. 플레이어는 어느 정도의 생명을 부여받으며, 레이맨이 너무 많이 공격 받거나 물이나 구덩이에 떨어질 때 손실된다. 특정 지점에서 모든 생명을 잃으면 "게임 오버" 화면이 나타나며 플레이어는 계속하거나 중단할 수 있다. 각 레벨마다 흩어진 반짝이는 조그마한 원들은 팅(Ting)이라고 한다. 레이맨을 조정하는 플레이어가 100개(DSi 버전에서는 50개)를 먹으면 생명이 하나 더 늘어나고 이 팅의 카운터는 0으로 초기화된다. 플레이어가 생명을 잃을 때 그가 모은 팅들도 모두 잃게 된다. 또, 팅은 보너스 스테이지 진입을 위해 특정 레벨에서 볼 수 있는 캐릭터인 마법사에게 지불할 때 사용할 수도 있는데, 보너스 스테이지에서 레이맨은 추가 생명을 얻을 수 있다. 레이맨의 먼 거리 주먹은 게임 초반에 얻는 기능으로서 먼 거리에서 적들을 펀치할 수 있다. 즉, 대부분의 적들은 특정한 수의 펀치로 무찌를 수 있다. 각 세계의 끝에서 레이맨은 보스 적을 이겨야 한다. 플레이어는 다양한 기타 파워업과 보너스들을 마주치는데, 이를테면 골든 피스트(펀치의 능력을 강화), 스피드 피스트(레이맨의 펀치 속도를 개선), 레이맨이 잃은 생명 에너지를 복원시켜주는 파워, 또 레이맨의 크기를 줄여주는 파란 엘브(elve)를 예로 들 수 있다.
이 게임의 초기 스테이지에서 레이맨은 걷고 기어다니고 웃는 표정을 짓는 능력을 갖추고 있다. 게임 중에 추가 능력(원거리 펀치, 매달리기, 떠다니는 링을 붙잡기, 머리를 헬리콥터 칼날처럼 만들어서 날아다니기, 달리기)을 요정 베틸라에게서 받게 된다. 한편, 베틸라가 아닌 다른 친구들에게는 특정 레벨에서만 사용할 수 있는 능력을 부여 받는다.

## 개발

### 콘셉트

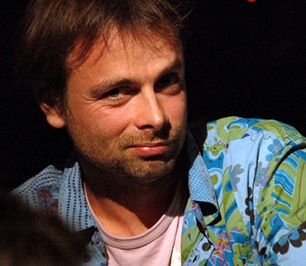
미셸 앙셀: 게임의 선임 디자이너.

레이맨 캐릭터는 미셸 앙셀, Frédéric Houde, Alexandra Steible이 설계한 개념에서 비롯되었으며 그 중 Ancel 자신이 10대였을 때 레이맨을 그렸는데, 이는 러시아, 중국, 켈트의 동화로부터 영향을 받았다. 유비 소프트는 Ancel의 프로젝트에 투자했다.
레이맨은 초기에 Ancel이 혼자 아타리 ST용으로 개발하였다. Frédéric Houde가 이 프로젝트에 참여할 때 SNES-CD 버전을 개발하기로 작정하였고 개발자들은 그래픽스를 상당히 개선시켰던 만화 회사의 애니메이터들을 고용하였다. 그러나 슈퍼 NES CD-ROM 어댑터는 취소되었고 SNES 버전은 CD 지원 시스템을 선호함에 따라 취소되었으며, 이 게임의 버전은 완성되지 못한 채 남겨졌으나 플레이는 가능했다. 팀은 아타리 재규어가 그들이 원했던 그래픽을 지원하는 최초의 시스템이 될 것이라 생각하여 개발을 재규어 버전으로 옮겼으며, 1994년 말 광고에서 이 게임이 재규어 독점으로 발표하였다. 나중에 플레이스테이션 버전으로 관심이 옮겨졌는데, 이 시스템의 파워가 더 대단했고 프로그래밍하기 쉬웠으며 CD 기술이었기 때문이다. 새턴 버전이 이어서 개발되었다. 32X, 3DO 인터랙티브 멀티플레이어 버전 또한 발표되었지만, 출시되지는 않았다.

### 캐릭터와 아트 디자인
레이맨은 세세한 2차원 애니메이션 그래픽, 초당 60 프레임(PAL 지역에서는 50 프레임)의 부드러운 애니메이션, 65,536색의 사용이 특징이다.

## 버전 및 재출시

### 오리지널 아타리 재규어 버전 vs. CD-ROM 버전
오리지널 아타리 재규어 버전은 일부 독특하거나 존재하지 않는 지역이 있고 플레이스테이션/세가 새턴/MS-DOS CD-ROM 에디션에 비해 일부 게임플레이 기법들이 존재하지 않는다. 이를테면 블루 마운틴에서 미스터 스톤의 피크(Mr. Stone's Peaks)의 두 번째 레벨(천장의 돌이 물에 떨어지지 않도록 레이맨이 자신의 머리로 2개의 로프를 잘라야 하는 레벨)이 완전히 존재하지 않는다. 또, 픽처 시티에서 이레이저 플레인스(Eraser Plains)의 세 번째 지역이 완전히 다른 장소로 바뀌었으며 스페이스 마마의 배경이 완전히 존재하지 않는다. 마지막 세계 캔디 샤토는 다른 버전에서 상당 부분 재구성되었다. 레이맨의 크기가 줄어드는 기능, 그리고 밴드 랜드의 시트 뮤직 바의 슬라이드 부분이나 블루 마운틴의 눈 부분이 재규어에서는 없으며, 이후 버전들에는 추가되어 있다.
브레이크아웃 클론 미니게임(MSDOS 버전에서 볼 수도 있음)과 모스키토가 파란 불덩이를 쏘는 장면을 포함하여 일부 모습들이 보이지 않는다. 또, 재규어 버전이 CD가 아닌 카트리지에 저장되었기 때문에 다른 버전의 레드북 오디오의 음질 보다 상당히 낮다.

### 플레이스테이션/새턴 vs. MS-DOS
MS-DOS 버전의 레이맨은 각 세계마다 음악과 배경 SFX 트랙이 하나의 CD 오디오 트랙으로 병합되었으며, 이들 세계의 대부분의 레벨에 반복되어 사용되었다. 여기에는 총 20~25개(다언어 버전)의 트랙이 있다. 한편 플레이스테이션과 새턴 버전은 각 트랙마다 별도의 CD 오디오 트랙을 포함하였으며 하위 레벨과 의도된 분위기에 따라 재생되는 트랙이 변경되었다. 여기에는 총 51개의 트랙이 존재한다.
게임마다 효과음과 레벨에 차이가 있기도 했다. 이를테면 나가기 팻말에 다다를 때 레이맨의 "예!"라고 감탄하는 부분이 MS-DOS에서는 단순히 음성 샘플로만 되어 있다면, 플레이스테이션에서는 배경 음악과 음성이 함께 있었고, 새턴에서는 약간 더 발전된 형태의 배경음으로 되어 있었다. 플레이스테이션 스토어 버전은 PS1 버전과 완전히 동일하며 플레이스테이션 포터블, 플레이스테이션 비타에서는 에뮬레이션으로 실행된다. 플레이스테이션 3에서는 플레이스테이션 게임으로 실행된다.

### 레이맨 골드
본 문서의 이해를 돕기 위한 비자유 그림이 있습니다. 
링크의 파일을 직접 올려 주세요
1997년 9월 28일, 유비 소프트는 마이크로소프트 윈도우용으로 업데이트된 버전의 게임을 출시하였다. 이 번들은 오리지널 레이맨을 온전히 담고 있으며, 여기에 "레이맨 디자이너"라는 레벨 편집 패키지를 포함하였다. 이 패키지에는 24개의 오리지널 레벨을 담고 있으며, 게임플레이는 동일하지만 몇 가지 새로운 개념이 있다. 이제 레이맨은 한 레벨을 끝내기 전에 한 레벨마다 100개의 푸른 색의 팅을 모아야 한다. 일부 다른 기능들이 추가되었는데, 특별한 이벤트를 호출하는 색이 있는 팅, 추가적인 오브젝트, 플레이어가 얼마나 빨리 이 레벨을 완수할 수 있는지를 재는 타이머가 포함되었다. 레이맨 디자이너를 통해 플레이어들은 자신만의 레벨을 만들어 인터넷을 통해 다른 사람들과 공유할 수 있다.
브리티시 포커스 멀티미디어 에디션의 레이맨 골드는 음악 트랙이 아예 포함되어 있지 않은데, 이 회사가 음악 트랙의 오리지널 소스(레드북)를 보유하고 있지 않기 때문이다.

### 레이맨 포에버
이후로 한 해 정도 뒤 유비 소프트는 레이맨 포에버(Rayman Forever)를 출시하였다. 레이맨 골드의 모든 것을 포함하고 있으며, 이 밖에 팬들이 설계한 40개의 새로운 레벨, 레이맨 2의 제작을 주제로 한 동영상, 냉장고 자석을 번들로 담고 있다. 그러나 CD의 공간을 절약하기 위해 다양한 사운드트랙 색션이 삭제되었다.

### 레이맨 컬렉터
레이맨 컬렉터(Rayman Collector)라는 제목의 다른 컴필레이션이 1999년 말에 프랑스에만 예외적으로 출시되었다. 레이맨 골드와 포에버의 모든 레벨(예: 오리지널 게임의 레벨, 레이맨 디자이너의 24개의 새로운 레벨, 팬들이 제공한 40개의 레벨)이 있으며 유비소프트가 직접 만든 60개의 새로운 레벨(제목: 60 Niveaux Edits)이 포함되었다. 레이맨 2의 제작 동영상도 포함되어 있다. 단순히 "레이맨"이라는 제목으로 동일한 레벨 구성 번들이 네덜란드에 출시되었다. 끝으로, 마지막 2개의 레벨 번들 컬렉션이 Rayman 100 Niveaux라는 이름으로 출시되기도 했다.

### 현대의 운영 체제에서의 레이맨의 PC 버전의 실행
레이맨이 본래 MS-DOS(레이맨 디자이너의 경우 마이크로소프트 윈도우)를 실행하는 IBM PC 호환 컴퓨터용으로 설계되었기 때문에 이 게임은 윈도우가 아닌 운영 체제나 DOS 기반이 아닌 버전의 윈도우(마이크로소프트 윈도우 NT 및 2000, XP, 비스타, 7 등의 계열)에서 네이티브로 동작하지 않는다. 그러나 도스박스라는 오픈 소스 도스 에뮬레이터를 사용하면 이를 해결할 수 있다. 다운로드 가능한 패치들을 통해 다른 다양한 운영 체제에서도 게임을 즐길 수 있다.
온라인 디지털 배포판 서비스 GOG.com은 미리 구성된 레이맨 포에버 복사본을 5.99 달러에 판매하고 있으며, 추가 수정 없이 현대 버전의 윈도우에서 실행이 가능하다.

### 게임 보이 컬러 버전
게임 보이 컬러 버전(일본 출시명: Rayman: Mister Dark no Wana)이 유비 소프트 밀란에 의해 개발되었다. 레이맨 2에서 파생되는 환경과 음악을 담고 있으며 오리지널의 스토리라인을 따랐다. 나중에 2012년 5월 31일 닌텐도 3DS용 버추얼 콘솔로 재출시되었다.

### 레이맨 어드밴스
레이맨은 플레이스테이션 및 MS-DOS 버전과 비슷한 품질로 (일부 레벨은 없음) 게임보이 어드밴스로 포팅되었다. 그러나 음악은 GBA의 제한으로 인해 품질이 다소 떨어지는 편이다. 이 게임은 더 쉽게 할 수 있게 편집되었다. 레이맨은 처음부터 4개의 생명이 있고(이전 보다 많음), 스프라이트가 큰 편이므로 위에서부터 공격을 받지 못하는 구조로 되어 있으며 깜빡이는 시간이 더 길고 수집된 모든 아이템은 사망 후(사망 후 0으로 초기화되는 대신)에도 사라지지 않는다. 게다가 적이 나타나는 이벤트 호출 지역을 레이맨이 걸을 경우 조그마한 반짝이는 지점으로 표시된다.
2005년에 레이맨 어드밴스는 "레이맨 10주년"이라는 제목의 싱글 카트리지에 GBA 버전의 레이맨 3와 함께 번들되었다.

### DSiWare 버전
레이맨은 닌텐도 DSi 핸드헬드 콘솔용 DSiWare로 포팅되었다. 이 버전은 헬스 포인트와 보너스 아이템의 수를 증가시키는 등 훨씬 더 쉬운 난이도를 특징으로 하며 레벨 내 음악이 단순히 시작과 끝을 반복하지 않는 루프로 편집되었다. (일부 음악 트랙은 제거되었음)

## 평가
레이맨은 애니메이션 2차원 그래픽스 분위기, 사운드트랙에서 상당히 좋은 평가를 받았다. "CD-ROM 게임의 최고의 음악", 1995년 일렉트로닉 게이밍 먼슬리의 비디오 게임 상의 "최고의 애니메이션"을 수상하였다. 이 게임은 2년 내에 900,000개의 사본을 판매하였다. 또, 영국에서는 약 500만본을 판매하면서 당시 최고로 가장 많이 팔린 플레이스테이션 게임이기도 했는데 이는 영국에서 툼 레이더 II와 그란 투리스모 보다 많은 것이다.
일렉트로닉 게이밍 먼슬리는 플레이스테이션 버전이 10점 중 8.625점을 주며 "이 달의 게임" 상을 수여하였다. 독창성, 애니메이션, 음악 부문에서 높은 평가를 내렸으며 플레이스테이션이 사이드스크롤링 게임을 즐길 수 없다는 루머가 틀렸음이 입증되었다고 언급하였다. 게임프로는 이와 비슷하게 음악의 애니메이션 및 레이맨의 수많은 획득 능력을 높게 평하면서 "레이맨은 매우 재미있을 뿐 아니라 올해든 어느 해이든 간에 가장 시각적으로 매력적인 게임들 가운데 하나로 순위를 올리고 있다"고 언급하였다. 넥스트 제네레이션의 비평가는 오리지널 게임플레이 요소의 부족을 지적하면서도 레이맨이 특출한 게임임에 동의하였고 기발한 디자인, 심도, 그래픽, 소리를 높게 평했다.
일렉트로닉 게이밍 먼슬리는 재규어 버전에 대해 10점 중 8점을 주면서, 뛰어난 플랫폼 게임이지만 음악의 낮은 품질, 특히 컨트롤의 느린 반응 때문에 플레이스테이션 버전에 비해 약한 면이 있다고 평가하였다. 게임프로 또한 플레이스테이션 버전 보다 점수를 조금 더 낮게 주었다. 그러나 두 잡지 모두 현재까지의 최고의 재규어 게임 중 하나로 기술하였는데, 게임프로의 경우 "마침내 재규어의 기능을 뽐낼 게임"으로 평가하였다. 넥스트 제네레이션의 비평가는 재규어 버전이 흠잡을 데 없다고 평했으며 "플레이스테이션이나 새턴 버전에 대해 거의 논하지 않는다면 이 버전이 최고일 것이다"고 이야기했다.
세가 새턴 매거진의 샘 힉먼(Sam Hickman)은 새턴 버전에 78%의 점수를 주면서 "그저 다른 누군가가 이 게임을 즐기는 것을 보고 있다면 한동안 새턴에 등장한 최고의 게임이라고 쉽게 속을 수 있다. 그러나 실제로는 종종 너무 따분하고 가끔 화가 나고 너무 어렵다"고 언급하였다. 일본의 평론가들은 이와 비슷하게 새턴 버전을 평하였는데, 패미컴 츠신의 4명의 리뷰어 패널에서 40점 중 29점을 주었다. 그러나 게임프로는 "새턴에서 게이머들이 찾던 바로 그 게임"이라고 호칭했으며 이전의 새턴 게임들 버그!와 아스탈과 비교하였다. 이들은 그래픽과 음악이 어린이 지향인 것처럼 보이고 베테랑 게이머들에게 도전이 되고 있다고 언급하였다. 또, 멋진 비주얼을 높게 평했으며 새턴 버전의 레벨 간 효과를 독특하게 바라보았다.
게임스팟은 MS-DOS 버전에 7.4점을 주면서 비주기적인 세이브 지점과 같은 여러 문제에 불평하였지만 "동키콩이나 핏볼과 같은 좋은 스크롤링 게임이며 재미 넘치는 색상, 경이롭게 재치있는 게이밍 요소, 매력적이고 유머 넘치는 캐릭터, 훌륭한 음악, 또 엉뚱한 생각으로 가득차 있다"고 요약했다. 넥스트 제네레이션의 리뷰는 그래픽, 낮은 사양의 PC에서의 견고한 게임 속도, 많은 도전들, 매력적인 플레이어 캐릭터에 대해 칭찬하였고 이 게임이 다른 PC 릴리스의 페이스에 좋은 기회가 되었다고 언급했다.